# Schloss Einstein/Staffel 26
Die sechsundzwanzigste Staffel der deutschen Seifenoper Schloss Einstein für Kinder und Jugendliche umfasst 26 Episoden (Folgen 1027–1052).

## Dreharbeiten
Gedreht wurde vom 19. Mai 2022 bis 28. Oktober 2022 in Erfurt und Umgebung, unter anderem auf dem Drosselberg sowie im Steigerwaldstadion.

## Besetzung
Sortiert nach der Reihenfolge des Einstiegs, danach nach den Nachnamen der Schauspieler.
| Schauspieler                                                                        | Rollenname                 | Folgen                           | Jahr | Bemerkungen |
| ----------------------------------------------------------------------------------- | -------------------------- | -------------------------------- | ---- | --- |
| Prägende Charaktere:                                                                |                            |                                  |      | |
| Schüler:                                                                            |                            |                                  |      | |
| Johannes Degen                                                                      | Colin Thewes               | 1027–1052                        | 2023 | bester Freund von Julia; Mitbewohner von Joel und Noah; dritter Stipendiat des „Berger-Stipendiums“; Teilnehmer am Zukunftswettbewerb                              |
| Lentje de Groote                                                                    | Julia Sponer               | 1027–1052                        | 2023 | beste Freundin von Colin und Ava; Mitbewohnerin von Fabienne und Massuda                                                                                           |
| Merle Sophie Eismann                                                                | Annika Barry               | 1027–1052                        | 2023 | Stiefschwester von Badu; beste Freundin von Nesrin |
| Jakob Engel                                                                         | Casper Friedrich           | 1027–1052                        | 2023 | bester Freund von Mikka; Teilnehmer am Zukunftswettbewerb |
| Clara Jaschob                                                                       | Io Pück                    | 1027–1052                        | 2023 | beste Freundin von Joyce; Freundin von Leon; Teilnehmerin am Zukunftswettbewerb                                                                                    |
| Jona Kirchner                                                                       | Mikka Lund-Mayr            | 1027–1052                        | 2023 | bester Freund von Casper; Teilnehmer am Zukunftswettbewerb |
| Samuel Koch                                                                         | Joel Lucas                 | 1027–1052                        | 2023 | Mitbewohner von Colin und Noah; Teilnehmer am Zukunftswettbewerb                                                                                                   |
| Julie Marienfeld                                                                    | Nesrin Schulze             | 1027–1052                        | 2023 | beste Freundin von Annika; Läuferin in der Sprint-Staffel |
| Sophia Leonie Mauritz                                                               | Reena Kumari               | 1027–1052                        | 2023 | zweite Stipendiatin des „Berger-Stipendiums“; beste Freundin von Chiara; Freundin von Gustav; Mitbewohnerin von Chiara und Ava; Teilnehmerin am Zukunftswettbewerb |
| Tisa Pharischad Kyumyim                                                             | Massuda Maalouf            | 1027–1052                        | 2023 | Mitbewohnerin von Fabienne und Julia; Läuferin in der Sprint-Staffel; Redakteurin des Rocket-Express                                                               |
| Philip Rüger                                                                        | Noah Temel                 | 1027–1052                        | 2023 | Mitbewohner von Colin und Joel |
| Matti Schneider                                                                     | Marlon Beck                | 1027–1052                        | 2023 | Chefredakteur des Rocket-Express |
| Mia Stieber                                                                         | Ava Eilers                 | 1027–1052                        | 2023 | Schwester von Patrick; beste Freundin von Julia; Mitbewohnerin von Reena und Chiara                                                                                |
| Paula Uhde                                                                          | Fabienne Hoods             | 1027–1052                        | 2023 | Sportstipendiatin; Mitbewohnerin von Julia und Massuda; Läuferin in der Sprint-Staffel                                                                             |
| Matilda Willigalla                                                                  | Joyce Simon                | 1027–1052                        | 2023 | Tochter von Kim; beste Freundin von Io; Teilnehmerin am Zukunftswettbewerb                                                                                         |
| Caroline Groß                                                                       | Charlotte Gajewsky         | 1028–1052                        | 2023 | Schwester von Leon; Mitarbeiterin im Share Space; Teilnehmerin am Zukunftswettbewerb                                                                               |
| Niels Krommes                                                                       | Heinz Sirius Pasulke       | 1028–1052                        | 2023 | Sohn von Paulina; Patensohn von Dr. Michael Berger; Betreiber des Schulgartens; Redakteur des Rocket-Express                                                       |
| Jamila Weintritt                                                                    | Chiara Dorn                | 1028–1052                        | 2023 | beste Freundin von Reena; Mitbewohnerin von Reena und Ava; Betreiberin des Schulgartens; Teilnehmerin am Zukunftswettbewerb; Redakteurin des Rocket-Express        |
| Dean-Ryan Kuhlig                                                                    | Leon Gajewsky              | 1029–1052                        | 2023 | Bruder von Charlotte; Freund von Io; Teilnehmer am Zukunftswettbewerb                                                                                              |
| Lehrer:                                                                             |                            |                                  |      | |
| Liz Baffoe                                                                          | Changa Miesbach            | 1027                             | 2023 | Lehrerin für Englisch, Kunst, Musik und Darstellendes Spiel |
| Olaf Burmeister                                                                     | Dr. Heinrich „Heiner“ Zech | 1028–1044                        | 2023 | Lehrer für Latein, Geschichte und Geografie; Großvater von Hermann                                                                                                 |
| Tua El-Fawwal                                                                       | Emilia Amani               | 1028–1052                        | 2023 | Referendarin; Leiterin des Zukunftsmoduls |
| Frederic Heidorn                                                                    | Sascha Hauser              | 1029–1049                        | 2023 | Lehrer für Sport und Französisch; Sportkoordinator |
| Meri Koivisto                                                                       | Ainikki Holopainen         | 1031–1052                        | 2023 | Lehrerin für Biologie und Chemie |
| Ill-Young Kim                                                                       | Jong Hi Chung              | 1033–1049                        | 2023 | Schuldirektor; Lehrer für Mathematik, Physik und Sport |
| weiteres Schul-/ Internatspersonal:                                                 |                            |                                  |      | |
| Robert Schupp                                                                       | Dr. Michael Berger         | 1027–1052                        | 2023 | Leiter des Schulverwaltungsamtes, Patenonkel von Heinz Sirius |
| Elisa Ueberschär                                                                    | Wiebke Schiller            | 1027–1051                        | 2023 | gelernte Tischlerin; Internatsleiterin und Erzieherin; Hausmeisterin                                                                                               |
| Nebencharaktere:                                                                    |                            |                                  |      | |
| Schüler:                                                                            |                            |                                  |      | |
| Tamino Schenke                                                                      | Gustav Weiß                | 1028, 1036, 1039–1040, 1042–1043 | 2023 | Freund von Reena |
| Erwachsene:                                                                         |                            |                                  |      | |
| Yalany Marschner                                                                    | Patrick Eilers             | 1035, 1037, 1042, 1046, 1050     | 2023 | Schauspieler; Bruder von Ava |
| Prominente Gastdarsteller (Bemerkungen bezeichnen hier die Berufe der Prominenten): |                            |                                  |      | |
| Sarah Parvanta                                                                      | Pressefotografin           | 1033                             | 2023 | Moderatorin |

## Episoden
| Nr. (ges.) | Nr. (St.) | Originaltitel | Erstausstrahlung | Regie          | Drehbuch                            | Alternativtitel                  |
| ---------- | --------- | ------------- | ---------------- | -------------- | ----------------------------------- | -------------------------------- |
| 1027       | 1         | Folge 1027    | 27. März 2023    | Nadine Keil    | Anna Dimitrova                      | Alles neu?                       |
| 1028       | 2         | Folge 1028    | 28. März 2023    | Nadine Keil    | Anna Dimitrova                      | Neue Teams                       |
| 1029       | 3         | Folge 1029    | 29. März 2023    | Nadine Keil    | Djawid Balakarzai                   | Chaos, Sport und Fernbeziehung   |
| 1030       | 4         | Folge 1030    | 30. März 2023    | Nadine Keil    | Georg Malcovati                     | Wettbewerb und Waldlauf          |
| 1031       | 5         | Folge 1031    | 31. März 2023    | Nadine Keil    | Georg Malcovati                     | Noahs Geheimnis                  |
| 1032       | 6         | Folge 1032    | 3. Apr. 2023     | Lydia Bruna    | Dana Bechtle-Bechtinger             | Aus der Komfortzone              |
| 1033       | 7         | Folge 1033    | 4. Apr. 2023     | Lydia Bruna    | Dana Bechtle-Bechtinger             | Blitzlichtgewitter und Wettkampf |
| 1034       | 8         | Folge 1034    | 5. Apr. 2023     | Lydia Bruna    | Max Honert                          | Spieltaktik                      |
| 1035       | 9         | Folge 1035    | 6. Apr. 2023     | Lydia Bruna    | Max Honert                          | Überraschende Wendungen          |
| 1036       | 10        | Folge 1036    | 11. Apr. 2023    | Alkmini Boura  | Anna Dimitrova                      | Sabotagefall                     |
| 1037       | 11        | Folge 1037    | 12. Apr. 2023    | Alkmini Boura  | Anna Dimitrova                      | Deadlines                        |
| 1038       | 12        | Folge 1038    | 13. Apr. 2023    | Alkmini Boura  | Emanuel Tessema                     | Augen zu und durch               |
| 1039       | 13        | Folge 1039    | 14. Apr. 2023    | Alkmini Boura  | Luise Lindner                       | Die Prototypen                   |
| 1040       | 14        | Folge 1040    | 17. Apr. 2023    | Nils Dettmann  | Dana Bechtle-Bechtinger             | Manchmal hilft die Wahrheit      |
| 1041       | 15        | Folge 1041    | 18. Apr. 2023    | Nils Dettmann  | Dana Bechtle-Bechtinger             | Beste Feindinnen                 |
| 1042       | 16        | Folge 1042    | 19. Apr. 2023    | Nils Dettmann  | Djawid Balakarzai & Janine Dittmann | Dickköpfe                        |
| 1043       | 17        | Folge 1043    | 20. Apr. 2023    | Nils Dettmann  | Djawid Balakarzai & Janine Dittmann | Liebe und Fahrräder              |
| 1044       | 18        | Folge 1044    | 21. Apr. 2023    | Nils Dettmann  | Janine Dittmann                     | T-Rex Karma                      |
| 1045       | 19        | Folge 1045    | 24. Apr. 2023    | Anna Ditges    | Paul Markurt                        | Nachtschicht                     |
| 1046       | 20        | Folge 1046    | 25. Apr. 2023    | Anna Ditges    | Paul Markurt                        | Prank-Regel 23                   |
| 1047       | 21        | Folge 1047    | 26. Apr. 2023    | Anna Ditges    | Janine Dittmann                     | Es wird ernst                    |
| 1048       | 22        | Folge 1048    | 27. Apr. 2023    | Anna Ditges    | Janine Dittmann                     | Realitätscheck                   |
| 1049       | 23        | Folge 1049    | 28. Apr. 2023    | Severin Lohmer | Djawid Balakarzai                   | Keine klaren Gedanken            |
| 1050       | 24        | Folge 1050    | 2. Mai 2023      | Severin Lohmer | Livia Valensise                     | Endgegner                        |
| 1051       | 25        | Folge 1051    | 3. Mai 2023      | Severin Lohmer | Georg Malcovati                     | Ernsthaft?                       |
| 1052       | 26        | Folge 1052    | 4. Mai 2023      | Severin Lohmer | Georg Malcovati                     | Der finale Pitch                 |

Shorties
Die Shorties sind ca. zweiminütige Clips, welche immer samstags und sonntags auf der Kika-Schloss-Einstein-Webseite veröffentlicht werden. Diese Clips sind gleichermaßen eine Zusammenfassung und Vorschau. Es wird zum einen gezeigt was in einem Erzählstrang bereits passiert ist und zum anderen in Trailer-Form wie dieser Strang in der kommenden Woche weitererzählt wird.
| Nr. | Originaltitel                    | Onlinepremiere |
| --- | -------------------------------- | -------------- |
| 1   | Die Prank-AG                     | 1. April 2023  |
| 2   | Neue Freundschaften              | 2. April 2023  |
| 3   | Das Zukunftsmodul                | 8. April 2023  |
| 4   | Reena und Gustav                 | 9. April 2023  |
| 5   | Joyce und der Karatekampf        | 15. April 2023 |
| 6   | Massuda gegen Fabienne           | 16. April 2023 |
| 7   | Der Horrorfilm                   | 22. April 2023 |
| 8   | Leon und Io schweben auf Wolke 7 | 23. April 2023 |
| 9   | Colin und Noah                   | 29. April 2023 |
| 10  | Rocket-X-Press                   | 30. April 2023 |